# Communauté de communes du Plateau de Lannemezan et des Baïses
La communauté de communes du Plateau de Lannemezan et des Baïses est une ancienne communauté de communes française, située dans le département des Hautes-Pyrénées et la région Occitanie. En janvier 2017, elle a fusionné au sein de la communauté de communes du Plateau de Lannemezan Neste-Baronnies-Baïses.

## Historique
Elle est issue de la fusion, le 1er janvier 2014 de la communauté de communes du Plateau de Lannemezan et de la communauté de communes des Baïses.

## Localisation
Elle est située au pied des Pyrénées sur le plateau de Lannemezan. 
Les communes membres font partie des cantons suivants :
1. canton de Lannemezan
2. canton de Galan
3. canton de Castelnau-Magnoac

### Communes adhérentes
| Nom                | Code Insee | Gentilé         | Superficie (km2) | Population (dernière pop. légale) | Densité (hab./km2) |
| ------------------ | ---------- | --------------- | ---------------- | --------------------------------- | ------------------ |
| Lannemezan (siège) | 65258      | Lannemezanais   | 19,03            | 5 912 (2014)                      | 311                |
| Arné               | 65028      | Arnois          | 8,34             | 214 (2014)                        | 26                 |
| Bonrepos           | 65097      |                 | 8,80             | 186 (2014)                        | 21                 |
| Campistrous        | 65125      | Campistrousiens | 10,12            | 316 (2014)                        | 31                 |
| Castelbajac        | 65128      |                 | 8,20             | 128 (2014)                        | 16                 |
| Clarens            | 65150      | Clarensois      | 11,30            | 504 (2014)                        | 45                 |
| Galan              | 65183      | Galanais        | 14,05            | 735 (2014)                        | 52                 |
| Galez              | 65184      |                 | 7,29             | 189 (2014)                        | 26                 |
| Houeydets          | 65224      | Houeydetsois    | 7,53             | 239 (2014)                        | 32                 |
| Lagrange           | 65245      |                 | 3,58             | 228 (2014)                        | 64                 |
| Libaros            | 65274      | Libarosais      | 9,08             | 139 (2014)                        | 15                 |
| Montastruc         | 65318      |                 | 12,34            | 252 (2014)                        | 20                 |
| Pinas              | 65363      | Pinassais       | 5,93             | 461 (2014)                        | 78                 |
| Recurt             | 65376      |                 | 13,43            | 186 (2014)                        | 14                 |
| Réjaumont          | 65377      |                 | 6,70             | 176 (2014)                        | 26                 |
| Sabarros           | 65381      | Sabarrossiens   | 3,67             | 32 (2014)                         | 8,7                |
| Sentous            | 65419      |                 | 7,30             | 66 (2014)                         | 9                  |
| Tajan              | 65437      |                 | 4,93             | 147 (2014)                        | 30                 |
| Tournous-Devant    | 65449      |                 | 4,67             | 115 (2014)                        | 25                 |
| Uglas              | 65456      | Uglasois        | 8,54             | 288 (2014)                        | 34                 |

## Démographie
| 2011   | 2012 |
| ------ | ---- |
| 10 257 | -    |

## Liste des présidents successifs
| Période                                  | Période       | Identité      | Étiquette | Qualité |
| ---------------------------------------- | ------------- | ------------- | --------- | ------- |
| 2014                                     | 2017 en cours | Bernard Plano |           |         |
| Les données manquantes sont à compléter. |               |               |           |         |